# Freedom Downtime
Freedom Downtime es un documental de 2001 que simpatiza con el condenado pirata informático Kevin Mitnick, dirigido por Emmanuel Goldstein y producido por 2600 Films.
El documental se centra en el destino de Mitnick, quien se dice que fue tergiversado en el largometraje Takedown (2000) producido por Miramax y adaptado del libro del mismo nombre por Tsutomu Shimomura y John Markoff, que se basa en eventos disputados. La película también documenta a una serie de entusiastas de la informática que conducen por los Estados Unidos buscando representantes de Miramax y demostrando su descontento con ciertos aspectos del guion de "Takedown" que habían adquirido. Uno de sus principales puntos de crítica fue que el guion terminó cuando Mitnick fue condenado a cumplir una sentencia de prisión a largo plazo, mientras que en realidad, en el momento de la producción de la película, Mitnick aún no había sido juzgado pero fue encarcelado por cinco años sin libertad bajo fianza en una instalación de alta seguridad. Freedom Downtime también toca lo que sucedió con otros piratas informáticos después de ser sentenciado. El desarrollo del movimiento "Free Kevin" también está cubierto.
Varias figuras notables e icónicas de la comunidad de hackers aparecen en la película, incluyendo Phiber Optik (Mark Abene), Bernie S (Ed Cummings), Alex Kasper y el director Eric Corley | Emmanuel Goldstein (Eric Corley). "Freedom Downtime" intenta comunicar una visión diferente de la comunidad de hackers de la que suelen mostrar los principales medios, con los hackers representados como personas curiosas que rara vez tienen la intención de causar daños, impulsadas por el deseo de explorar y realizar bromas. La película continúa cuestionando la racionalidad de ubicar a los piratas informáticos que "se pasaron de la raya" en el mismo entorno que los delincuentes graves.
También contiene entrevistas con personas relacionadas con Mitnick y cultura hacker en general. Los autores de expareja Katie Hafner y John Markoff, aparecen en roles muy diferentes. Mientras se demuestra que la empatía de Hafner por Mitnick ha crecido, Markoff continúa defendiendo su libro crítico y sus artículos en el periódico The New York Times sobre el hacker. Markoff es ridiculizado cuando el narrador, el director Goldstein (un hacker), señala sus errores de hecho durante la entrevista. Reba Vartanian, la abuela de Mitnick, también aparece en varios segmentos de entrevistas. Además, abogados, amigos y libertarios dan su visión de la historia. Imágenes y entrevistas de las convenciones DEF CON y Hackers on Planet Earth intentan disipar algunos mitos de los hackers y confirmar otros.
La película se estrenó en H2K, el 2000 H.O.P.E convención. Después de eso, la película tuvo un estreno teatral independiente limitado y se mostró en festivales de cine. Fue lanzado en VHS y vendido a través del sitio web 2600.
En junio de 2004, se lanzó un DVD. El DVD incluye una gran cantidad de material adicional distribuido en dos discos, incluyendo tres horas de material adicional, una entrevista con Kevin Mitnick en enero de 2003 (poco después de que finalizara su lanzamiento supervisado) y varios DVD. También incluye subtítulos en 20 idiomas, proporcionados por voluntarios.